# Michal Jonec
Michal Jonec (30 luglio 1996) è un calciatore slovacco, difensore dello Template:Calcio Slavia Kosice.

## Caratteristiche tecniche
È un terzino destro.

## Carriera

### Club
Cresciuto nelle giovanili del VSS Košice, ha esordito in prima squadra il 19 maggio 2015 in occasione del match di Superliga vinto 5-0 contro il Podbrezová.
Il 17 agosto 2017 è stato acquistato dal Ružomberok.